# Nhà giao tế Lộc Ninh
Nhà giao tế nằm tại Thị trấn Lộc Ninh, Lộc Ninh, Bình Phước được xây dựng vào năm 1973 theo thiết kế của kiến trúc sư Huỳnh Tấn Phát - Chủ tịch Chính phủ cách mạng lâm thời Cộng hòa miền Nam Việt Nam. Đây là trụ sở của Chính phủ cách mạng lâm thời Cộng hòa miền Nam Việt Nam trong thời Chiến tranh Việt Nam.

## Lịch sử hình thành
Ngôi nhà được xây dựng từ năm 1911, là Văn phòng làm việc của công ty cao su Xét – Xô của Pháp, để quản lý việc khai thác mủ cao su ở Lộc Ninh. Công trình được xây dựng theo lối nhà sàn của đồng bào dân tộc thiểu số, cho nên nhân dân trong vùng vẫn quen gọi là Nhà Cao Cẳng.
Trong Chiến dịch Nguyễn Huệ (1972) ngôi nhà bị phá hủy hoàn toàn. Tháng 03 năm 1973, trước nhu cầu tình hình công tác trên mặt trận ngoại giao, Chính phủ cách mạng lâm thời Cộng hòa miền Nam Việt Nam thống nhất chọn vị trí nền ngôi nhà Cao Cẳng xưa để xây dựng trụ sở, với đồ án bản vẽ thiết kế của kiến trúc sư Huỳnh Tấn Phát – Chủ tịch Chính phủ cách mạng lâm thời Cộng hòa miền Nam Việt Nam. Ngôi nhà xây dựng để đón tiếp các phái đoàn ngoại giao trong và ngoài nước nên tên gọi Nhà Giao tế ra đời từ đó.

## Kiến trúc
Sau hơn một tháng thi công, công trình bề thế, khang trang đã được hoàn thành, gồm một trệt và một lầu. Tầng trệt xây dựng bằng bê tông chắc chắn, dùng để hội họp, cũng là nơi diễn ra các hoạt động văn hóa văn nghệ. Tầng lầu được xây dựng bằng gỗ, có lan can bao quanh được thiết kế theo kiểu phòng khánh tiết, mái tôn 5 nóc, 4 mái được sơn đỏ.
Tại phòng này năm 1973 đã diễn ra hội nghị quân sự bốn bên, gồm: Đại diện phái đoàn quân sự Chính phủ cách mạng lâm thời Cộng hòa miền Nam Việt Nam; đại diện phái đoàn Quân đội Nhân dân Việt nam; đại diện phái đoàn Quân đội Hoa Kỳ; đại diện phái đoàn Quân lực Việt Nam Cộng hòa. Hội nghị bốn bên bàn về các điều khoản đã được ký trong Hiệp định Paris 1973 dưới sự giám sát của Ủy ban quốc tế ICCS, gồm bốn nước thành viên Ba Lan, Canada, Hungary và Indonesia. Trong thời gian họp đều có sự phân chia rõ ràng từ lối đi, vị trí ngồi họp và vị trí ngồi nghỉ trong giờ giải lao,... đều được bố trí riêng biệt.

## Ngày nay
Ngày 12 tháng 12 năm 1986, Nhà giao tế đã được Bộ Văn hóa, Thể thao và Du lịch công nhận di tích lịch sử cách mạng cấp quốc gia, là một trong năm di tích lịch sử quốc gia trên đoạn cuối đường Hồ Chí Minh.
Năm 2008, trước sự hư hỏng xuống cấp nghiêm trọng của di tích Nhà Giao tế, Sở Văn hóa - Thể thao và Du lịch Bình Phước đã đầu tư hơn 3 tỷ đồng để sửa chữa nâng cấp di tích này.